# 坂元龍斗
坂元 龍斗（さかもと りゅうと、1985年2月27日 - ）は、日本のフリーアナウンサー。YouTuber。元関西テレビのアナウンサー。　　

## 経歴・人物
静岡県三島市出身。血液型はA型。4歳から9歳までカナダで過ごした後に、静岡県立沼津城北高等学校を卒業するまで静岡県内で過ごしていた。
高校からの卒業後に、早稲田大学スポーツ科学部スポーツ文化学科へ進学した。在学中は学内の硬式野球部に所属していたが、外野手を経て学生コーチへ転じた。同部での2年後輩に、上本博紀（元阪神タイガース内野手）がいる。その一方で、5歳から始めたアイスホッケーを大学卒業まで続けていた。
2008年（平成20年）4月1日付で、アナウンサーとして関西テレビに入社した。野球については、入社後も草野球チーム「関西ディープス」で続けている。
入社2年目の2009年（平成21年）には、4月改編から『アップ&UP!』（平日の午後に生放送の情報番組）のMCに抜擢された。「“劇団関テレ”を支える看板スターが必要」というわかぎゑふの発案で7月に結成されたイケメンアナウンサーユニット「KT☆BOYS」には、先輩アナウンサーの吉原功兼・堀田篤・川島壮雄と揃ってメンバーに名を連ねていた。『アップ&UP!』のMC卒業回（10月2日放送分）で、かねてから交際していた同僚社員（中田カウスの長女）を相手に公開プロポーズを敢行し、本人から結婚の承諾を得られたため、11月22日に結婚へ至った。なお、この年には「R-1ぐらんぷり2009」に出場し、2回戦まで進出している。
2010年（平成22年）には、7月24日・25日放送の『FNSの日26時間テレビ2010超笑顔パレード絆 爆笑 お台場合宿!』内の対抗企画「FNS27局対抗!三輪車12時間耐久レース O-1グランプリ2010」において、関西テレビ代表チームの一員として出演した。レースは無事完走を果たすが、参加全28チーム中最下位だったため、『26時間テレビ』のサイト上で、事前に受けた100問の常識テストの誤答が公開された。8月26日には第1子（長女）が誕生している。
2011年（平成23年）4月以降は、平日の夕方に関西ローカルで放送される報道・情報番組で、フィールドキャスターを主に担当した。2019年（令和元年）には、フィールドキャスターとしての取材活動で第35回FNSアナウンス大賞を受賞したほか、10月から『報道RUNNER』で金曜日のみメインキャスターを務めている。
2009年（平成21年）6月12日（金曜日）には、ラジオ大阪（関西テレビと同じフジサンケイグループのラジオ単営局）が当時平日の早朝に編成していた生ワイド番組『出発進行!うめじゅんです』（当時『アップ&UP!』で共演していた関西テレビOBの梅田淳がパーソナリティを担当）のゲストに迎えられていた。ラジオ大阪では2021年度に関西テレビの現職アナウンサーが『カンテら!』（毎週火・水曜日の未明3時台に放送の事前収録番組）のパーソナリティを交互に務めていたが、坂元が『報道RUNNER』の生中継や生放送へ出演する日に収録していたことなどから、本人が登場する機会はなかった。
また関西テレビ入社後にゴルフを始め、現在では自ら専門のYouTubeチャンネルを開設し、解説書を出版するほどの腕前である。
2025年（令和7年）4月末をもって17年間在職した関西テレビを退職し、フリーアナウンサーに転身すると共に、自らのYouTubeチャンネルなどを駆使してゴルフに関する情報や動画を発信するゴルフ系YouTuberとして活動する意向を持っていることが明らかになった。

## 過去の出演番組
- アップ&UP!（2009年4月6日 - 10月2日）
- カンテーレ CRE8（2009年1月30日 - 2010年3月19日）
- みんなのニュース ワンダー（フィールドキャスター）
- FNNスーパーニュースアンカー
- FNNスーパーニュースWEEKEND (関西ローカルパート、土曜日担当)
  - 月曜中継コーナー「それいけ龍斗」リポーター（2011年4月4日 - 9月26日）
  - スポーツキャスター（2011年10月 - 2012年9月）
  - 月 - 水曜サブキャスター（2012年10月1日 - 2013年9月25日）
  - 火曜サブキャスター（2013年10月1日 - 2015年3月24日）
- 報道ランナー
  - 全曜日フィールドキャスター（2017年3月27日 - 2020年9月25日）
  - 月 - 水曜フィールドキャスター（2020年9月28日 - 2022年3月30日）
  - 金曜メインキャスター（2020年10月2日 - 2023年3月31日）
- カンテレNEWS
- 大阪国際女子マラソン（沿道リポート・2018年より）
- newsランナー（2023年4月3日 - 2024年9月27日 、フィールドキャスター）